# Alfred von Böckmann
Alfred von Böckmann (Potsdam, 29 settembre 1859 – Berlino, 19 novembre 1921) è stato un generale tedesco.

## Biografia
Alfred von Böckmann entrò nell'esercito prussiano ancora molto giovane e portò avanti la propria carriera con successo proprio con la prima guerra mondiale quando divenne comandante e venne posto a capo della 75ª brigata di fanteria. Il 15 agosto 1915 ricevette la promozione a maggior generale e venne assegnato allo stato maggiore dell'VIII corpo d'armata. L'8 agosto 1917 venne trasferito al III corpo d'armata di riserva e dal 5 settembre passò al XIV corpo d'armata. Dal 2 novembre al termine del conflitto comandò il corpo d'armata guardie.